# I. e. 378
Évszázadok: i. e. 5. század – i. e. 4. század – i. e. 3. század
Évtizedek: i. e. 420-as évek – i. e. 410-es évek – i. e. 400-as évek – i. e. 390-es évek – i. e. 380-as évek – i. e. 370-es évek – i. e. 360-as évek – i. e. 350-es évek – i. e. 340-es évek – i. e. 330-as évek – i. e. 320-as évek
Évek: i. e. 383 – i. e. 382 – i. e. 381 – i. e. 380 –  i. e. 379 – i. e. 378 – i. e. 377 – i. e. 376 – i. e. 375 – i. e. 374 – i. e. 373

## Események

### Görögország
- Thébaiban a spártai befolyás előző évi megszüntetése után Epaminondaszt választják a hadsereg parancsnokává, Pelopidaszt pedig  a boiotarch, főtanácsnoki tisztséget kapja meg. Megalapítják a thébai szent csapatot.
- Athénben a neves tengernagy, Konon fiát, Timótheoszt választják sztratégosszá.
- Miután a spártaiak megpróbálják elfoglalni Pireuszt, Athén és Thébai szövetséget köt. Thébai mellett az athéni Khabriasz vezetésével megfutamítják II. Ageszilaosz nagyobb hadseregét. A leírás szerint Khabriasz parancsára leeresztett pajzzsal és pihenőállásba tett lándzsával várták az ellenséget és a megvető hozzáállás megzavarta és megállította a csapdát gyanító spártaiakat.
- Athén és Thébai megalakítják a második athéni szövetséget, amelyhez Boiótia városainak zöme és néhány ióniai sziget is csatlakozott.

### Itália
- Szicíliában Mago karthágói hadvezér elesik az I. Dionüsziosszal vívott ütközetben. Később Dionüsziosz Croniumnál döntő vereséget szenved a karthagóiaktól. Ezer talentumnyi hadisarcot fizet és feladja a Halükosz folyótól nyugatra eső szicíliai területeket.
- A rómaiak a korábbi gall támadáson okulva felépítik az első falat – Servius falát – a város köré.
- Rómában consuli jogkörű katonai tribunusok: Spusius Furius Medullinus, Licinus Menenius Lanatus, Marcus Horatius Pulvillus, Quintus Servillius Fidenas, Publius Cloelius Sicilus és Lucius Geganius Macerinus.

## Fordítás
- Ez a szócikk részben vagy egészben  a(z)   378 BC című angol Wikipédia-szócikk ezen változatának fordításán alapul.  Az eredeti cikk szerkesztőit annak laptörténete sorolja fel. Ez a jelzés csupán a megfogalmazás eredetét és a szerzői jogokat jelzi, nem szolgál a cikkben szereplő információk forrásmegjelöléseként.